# 西宮市立大社小学校
西宮市立大社小学校（にしのみやしりつ たいしゃしょうがっこう）は、兵庫県西宮市桜谷町にある公立小学校。

## 沿革
- 1887年（明治20年）4月25日 - 中村尋常小学校として開校。
- 1892年（明治25年）4月1日 - 越木岩簡易小学校と合併して、大社尋常小学校と改称。
- 1907年（明治40年）4月1日 - 大社尋常高等小学校と改称。
- 1941年（昭和16年）4月1日 - 大社国民学校と改称。
- 1947年（昭和22年）4月1日 - 西宮市立大社小学校と改称。
- 1968年（昭和43年）4月8日 - 西宮市立甲陽園小学校を分離。

## 通学区域
- 清水町、満池谷町、城山、桜谷町、越水町、南郷町、神垣町、柳本町[1]

※卒業後は基本的に西宮市立大社中学校、西宮市立上ケ原中学校と西宮市立平木中学校に進学する。

## 卒業生
- 赤江珠緒 - フリーアナウンサー、元朝日放送アナウンサー。小学2年で転入して、卒業まで在籍。
- 近藤光史 - フリーアナウンサー、元毎日放送アナウンサー
- 高千穂ひづる[2] - 元宝塚歌劇団雪組娘役、元女優、実業家

## 通学区域が隣接している学校
- 西宮市立神原小学校
- 西宮市立広田小学校
- 西宮市立平木小学校
- 西宮市立安井小学校